# Онин
Онин (応仁) је јапанска ера (ненко) која је настала после Буншо и пре Бунмеи ере. Временски је трајала од марта 1467. до априла 1469. године и припадала је Муромачи периоду. Владајући монарх био је цар Го Цучимикадо.

## Важнији догађаји Онин ере
Избија Онин рат: Конфликт који настаје услед подељеног мишљеа ко треба да наследи шогуна Ашикага ЈошимасаЈошимасуа након његовог повлачења. Као кандидати наведени су његов брат Јошими и син Јошихиса али гравни разлог раскола био је у чињеници да даимјои желели моћ за себе и борили су се за војну надмоћ. На крају рата није било коначног победника. Сукобљене војске су се међусобно измориле и конфликт је врло брзо завршен.
- 1467. (Онин 1, први месец): Јамана Соузен и Хатакејама Јошинари сместили су се у Муромачи-доноу, резиденцији Ашикага у где је шогун направио своју базу одакле је радио. Услед дворских сплетки позивају Ашикагу Јошимија, бившег цара Го Ханзоноа и Го Цучимикада како би се уверили да треба да донесу одлуку о погубљењу Хосокава Кацумотоа и Хатакејаме Мичинага. Јошими је покушао да поправи новонасталу ситуацију али након неуспеха наређује Јошинарију да убије Масанагу али је Јошинару надјачан и Масанага бежи из престонице. Овакав развој догђаја довео је у опасност Соузена и Јошинарија од неочекиваних даљих развоја догађаја.[4]
- 1467. (Онин 1, први месец): Дворски Надаиџин Сајенски но Сането бива замењен на тој позицији Хино но Кацумицијем.[4]
- 1467. (Онин 1, други месец): Шиба но Јошикадо постаје „канреи“ и од тог момента Кацумото престаје да се бави својим обавезама. Пољуљаног самопоуздања и храбрости затвара се у кућу и каје што се није придружио Масанаги. У исто време Соузен и Јошинари се у тајности припремају на оружани сукоб. Обојица су обавестили кланове о својим плановима верујући да уз подршку изван престонице могу да савладају сваку препреку.[4]
- 1467. (Онин 1, пети месец): Ниџо Мочимици престаје да буде „кампаку“ а на тој позицији наслеђује га Ичиџо Таико Канејоши.[4]

### Вила Хигашијама-доно (Сребрни павиљон)
У овој ери започет је рад на Сребрном павиљону, вили у којој је Јошимаса планирао да проведе остатак свог живота, али је убрзо прекинут због Онин рата. Цар назива Јошимасину вилу именом „Хигашијама-доно“ чиме је учињена велика част. 
- 1460. (Чороку 3): Јошимаса је планирао изградњу виле са баштом у којој би се повукао након службе[5] али након његове смрти место постаје будистички храм Џишоџи (познат и као Гинкакуџи у преводу "Сребрни павиљон").[6]
- 21. фебруар 1482. (Бунмеи 14, четврти дан другог месеца): Након дуже паузе у изградњи, настављен је рад на Сребрном павиљону.[7]